# Tadashige Daigo

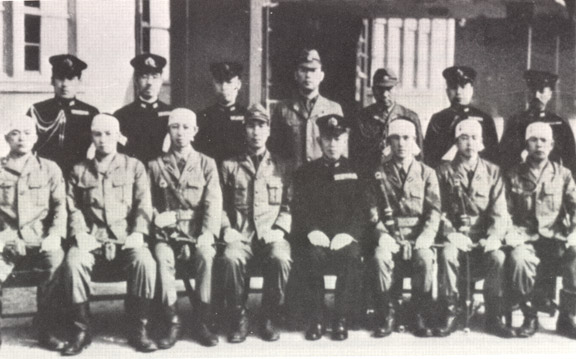
Le vice-amiral Tadashige Daigo, assis en uniforme, avec des membres de son État-major et des pilotes de kaiten (avec des bandanas) du I-36.

Le marquis Tadashige Daigo (醍醐 忠重, Daigo Tadashige) (15 octobre 1891 - 6 décembre 1947) est un vice-amiral de la marine impériale japonaise qui fut affecté au commandement de sous-marins durant la Seconde Guerre mondiale. Après la défaite du Japon, il est extradé aux Indes orientales néerlandaises où il est jugé pour crimes de guerre en lien avec le massacre de Mandor. Détenu plusieurs mois dans de difficiles conditions, il est finalement condamné à mort après un procès à huis clos de trois heures durant lequel il ne lui est pas permis de s'exprimer pour sa défense. Il est exécuté d'un tir de fusil dans l'estomac. La nature de son procès est cependant aujourd'hui sujet à controverses.

## Biographie
Né à Tokyo dans l'arrondissement de Chiyoda, Daigo est issu d'une famille noble kuge liée à l'aristocratie Fujiwara. Il est scolarisé dans l'école pour aristocrates Gakushūin. Il sort diplômé de la 40e promotion de l'académie navale impériale du Japon en 1912. Il n'est à son entrée classé que 126e sur 150 cadets mais il améliore ses résultats et finit finalement 17e sur 144.
Daigo sert comme aspirant sur le croiseur Azuma et le cuirassé Shikishima (en). En tant qu'enseigne, il est affecté sur le croiseur Tokiwa.
Promu sous-lieutenant en 1913, il prend le temps de participer à une session de la chambre des pairs ce qui est une obligation pour les membres de sa classe sociale. Il retourne ensuite au service actif sur le cuirassé Kongō et le destroyer Urakaze.
Daigo est promu lieutenant en 1918 et, après une formation sur les torpilles, est affecté dans les sous-marins, servant dans le SS-26, puis devenant capitaine du SS-27, puis du SS-57. Il sert également sur le croiseur Aso en 1924. Promu capitaine de corvette en 1924, il est capitaine du sous-marin Ro-64 en 1926, et officier en chef des torpilles sur le cuirassé Yamashiro plus tard dans l'année.
Dans les années 1930, Daigo est capitaine d'un grand nombre de croiseurs : le Yūbari, le Naka, le Kuma, le Iwate, le Tokiwa, le Yakumo et l'Ashigara. Il est promu contre-amiral le 15 novembre 1940.
Daigo commande la 5e escadre de sous-marins à partir du croiseur léger Yura au début de la guerre du Pacifique. Au moment de l'attaque de Pearl Harbor, la 5e escadre couvre la première vague d'invasion de la Malaisie britannique au sud du cap Cà Mau (en) en Indochine française.
Le 9 décembre 1941, la 5e escadre est chargée de poursuivre et couler la force Z de la marine britannique (composée du cuirassé Prince of Wales, du croiseur de bataille Repulse et de plusieurs destroyers de soutien). Bien que le Yura ait reçu un message du sous-marin I-165 que les navires britanniques avaient été repérés, mais à cause d'une mauvaise réception, le message est inaudible et les vaisseaux britanniques sont attaqués des bombardiers-torpilleurs de la 22e flottille aérienne basée en Indochine avant que le Yura et ses sous-marins ne puissent agir.
La 5e escadre est ensuite affectée à l'invasion de Sarawak de 13 au 26 décembre, couvrant les débarquements sur Brunei, Miri, Seria et Kuching. Les 2 500 hommes du « détachement Kawaguchi » et des forces navales spéciales japonaises s'emparent rapidement du terrain d'aviation de Miri et des champs pétrolifères. L'opération est achevée et le Yura retourne à sa base de la baie de Cam Ranh en Indochine à la fin de l'année.
La 5e escadre participe également aux forces de reconnaissance de la bataille de Midway.
Daigo devient vice-amiral le 1er novembre 1943. Il est affecté au commandement du groupe d'attaque de l'Est qui dirige des sous-marins de poche et mène des attaques de navires marchands sur la côte Est de l'Australie.
Daigo devient commandant de l'école navale de sous-mariniers le 23 août 1944 et dernier commandant-en-chef de la 6e flotte le 1er mai 1945. À ces postes, il est impliqué dans le programme des kaiten qui consiste en des torpilles pilotées de l'intérieur par des kamikazes.
Après la guerre, Daigo est arrêté par les forces d'occupation américaines à la demande du gouvernement néerlandais et est extradé à Batavia aux Indes orientales néerlandaises où il est jugé par crimes de guerre au sujet de l'enlèvement, de la torture et du massacre de 21 000 personnes (dont des femmes et des enfants) par les troupes japonaises à Pontianak durant le massacre de Mandor. Après plusieurs mois dans de difficiles conditions de détention, il est jugé coupable par un tribunal militaire à huis clos à Pontianak après seulement trois heures de procédure durant lesquelles il n'a pas été autorisé à s'exprimer pour sa défense, et est exécuté d'un tir de fusil dans l'estomac le 6 décembre 1947. Comme Daigo était commandant de forces sous-marines (bien qu'à partir du 8 novembre 1943, la 22e division de garde spéciale basée à Balikpapan était nominalement sous son commandement), ses liens (s'ils ont existaient) avec les atrocités à Pontianak du 23 avril 1943 au 28 juin 1944 ne sont pas avérés. Alors que d'autres criminels de guerre de classe B sont jugés coupables de négligence professionnelle pour les atrocités commises par de jeunes officiers placés nominalement sous leur commandement et condamnés à plusieurs années de prison, la rapidité de son procès et le secret entourant son déroulement, ainsi que l'extrême sévérité et la brutalité de sa peine, posent des questions qui restent sans réponse.